# هوبرت شترولتس
هوبرت شترولتس (انگلیسی: Hubert Strolz؛ زادهٔ ۲۶ ژوئن ۱۹۶۲) اسکی‌باز آلپاین اهل اتریش است.
وی در مسابقات کشوری و بین‌المللی در مجموع برندهٔ ۱ مدال طلا، ۱ مدال نقره شده‌است.